# Бе-дю-Февр
Бе-дю-Февр (фр. Baie-du-Febvre) — муниципалитет в регионе Центральный Квебек, провинция Квебек, Канада. Население, по данным канадской переписи 2011 года,  составляет 1010 человек. Муниципалитет расположен на южном берегу озера Сен-Пьер, около реки Святого Лаврентия.

## Демография
| Год      | Население | %      |
| -------- | --------- | ------ |
| 2011 год | 1 010     | ▼ 5,0% |
| 2006 год | 1 063     | ▼ 6,3% |
| 2001 год | 1 135     | ▼ 5,1% |
| 1996 год | 1 196     | ▼ 3,8% |
| 1991 год | 1 243     | н/д    |

| Язык                     | Население | %      |
| ------------------------ | --------- | ------ |
| Французский              | 1 005     | 94,81% |
| Английский               | 0         | 0,00%  |
| Французский и английский | 0         | 0,00%  |
| Другой                   | 55        | 5,19%  |

## Экономика
Бе-дю-Февр имеет свою собственную независимую телефонную компанию Corporation de Téléphone de la Baie.

## Достопримечательности
По муниципалитету Бе-дю-Февр, расположенном на южном берегу озера Сен-Пьер (биосферный заповедник ЮНЕСКО) проходит маршрут миграции белых гусей, каждую весну здесь собираются любители живой природы. 

## Внешние ссылки
- Baie-du-Febvre official web site
- Baie-du-febvre Interpretation Centre (французский)
- Corporation de Téléphone de la Baie